# El Golem (obra de teatro)
El Golem es una obra de teatro de Juan Mayorga, estrenada en 2022. Si bien, en declaraciones del propio autor, la pieza fue escrita en 2015, los acontecimientos y la situación derivados de la Pandemia de COVID-19, le llevaron a una reescritura profunda del texto.

## Argumento
Calificada como drama simbólico, la acción se desarrolla en un espacio ucrónico, en el que la sanidad pública sufre un acelerado proceso de desmantelamiento. Los tratamientos farmacológicos dejan de ser financiados y muchos pacientes son desalojados de los hospitales. Uno de ellos, Ismael que padece una enfermedad rara que ni siquiera tiene nombre, se encuentra en la tesitura de tener que abandonar el centro sanitario en el que recibía tratamiento. Su mujer Felicia que lo acompaña en tal situación se ve abordada por una extraña mujer de nombre Salinas que le promete que si consigue memorizar ciertas palabras en el orden concreto, su marido podrá permanecer ingresado. Pero cuando la esposa comienza a experimentar extrañas transformaciones en su mente y su cuerpo.

## Estreno
Estrenada en el Teatro María Guerrero de Madrid el 25 de febrero de 2022, con dirección de Alfredo Sanzol e interpretación de Elena González (Salinas), Elías González (Ismael) y Vicky Luengo (Felicia).